# Thorembais-les-Béguines
Thorembais-les-Béguines (en wallon Torebåy) est une section de la commune belge de Perwez située en Région wallonne dans la province du Brabant wallon.
C'était une commune à part entière avant la fusion des communes de 1977.
Elle tient son nom de la rivière Thorembais qui la traverse et de la présence, anciennement, d'un béguinage.
De nombreuses grandes fermes sont réparties sur le territoire du village.

## Démographie
- Sources:INS, Rem:1831 jusqu'en 1970=recensements, 1976= nombre d'habitants au 31 décembre

## Économie

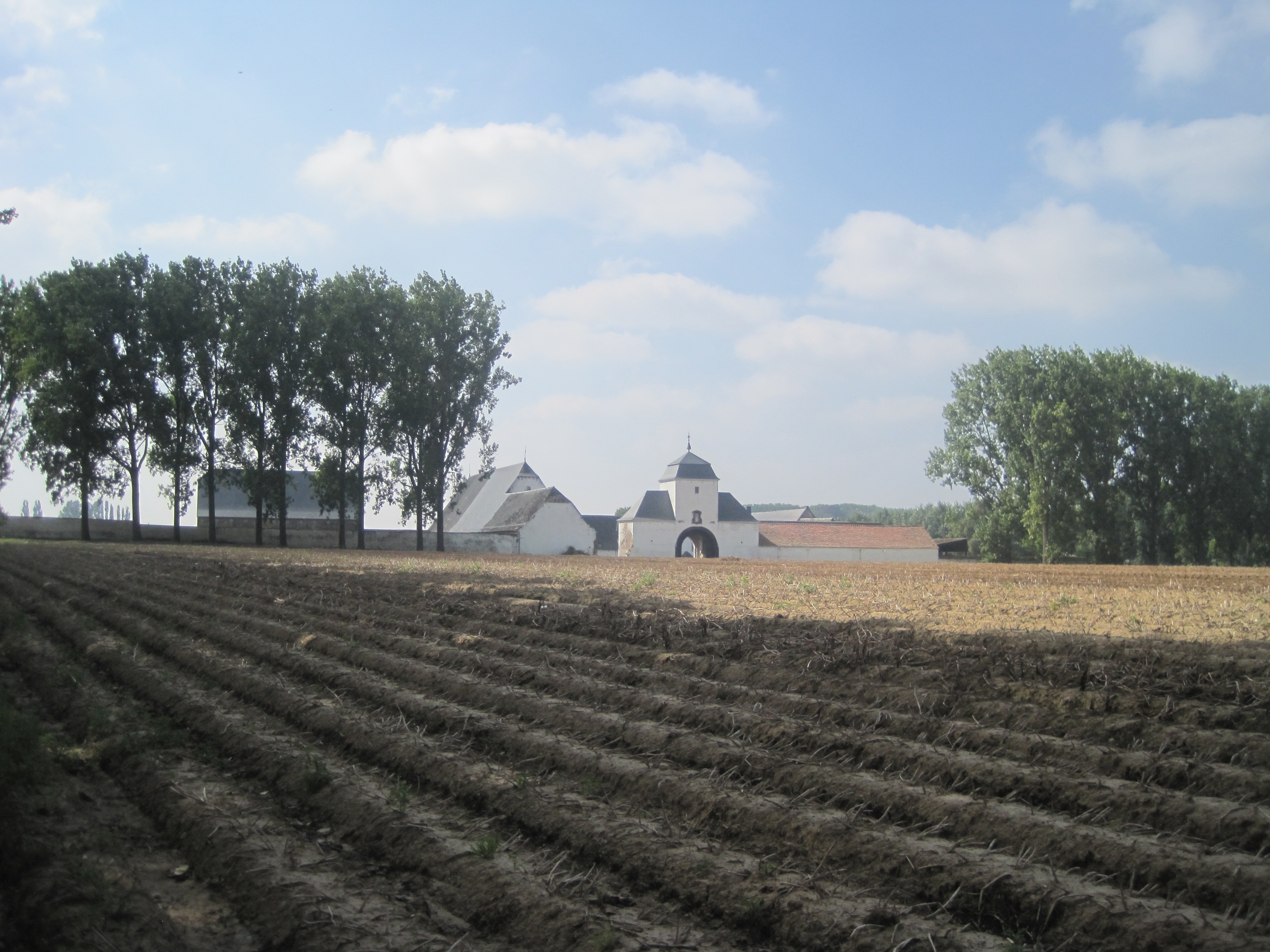
Ferme de Mellemont

Elle est surtout connue pour son vignoble : le plus grand du Brabant wallon, avec deux hectares de vigne.
Le domaine de Mellemont couvre actuellement 3,6 hectares de vignes depuis que deux hectares supplémentaires ont été plantés en 2005 par trois associés originaires de ce village.